# Dariga Nazarbajeva
Dariga Nursultanqzy Nazarbajeva (Temirtaū (Sovjet-Unie, 7 mei 1963) is een Kazachs politica. Zij is de oudste dochter van voormalig Kazachs president Noersoeltan Nazarbajev. Zij was van 2015 tot 2016 vicepremier. In de ogen van velen wordt zij door haar vader klaargestoomd om na zijn dood de macht over te nemen.

## Levensloop
Op het moment van Nazarbajeva's geboorte was haar vader al begonnen aan zijn opmars binnen de Communistische Partij. Hij werd in 1984 premier van de Kazachse Autonome Socialistische Sovjetrepubliek. Na het uiteenvallen van de Sovjet-Unie werd hij president van de nieuwe republiek.
Nazarbajeva studeerde twee jaar geschiedenis aan de Staatsuniversiteit van Moskou voordat zij haar studie vervolgde aan de Kazachse Nationale Universiteit in Almaty. Zij behaalde daar een doctoraat in de politicologie. Na haar studie werkte ze voor een goededoelenorganisatie die zich hard maakte voor de verbetering van de leefomstandigheden van kinderen. Van 1994 tot 1998 was ze hoofd van de nationale televisie- en radio-omroep.
De presidentsdochter gaf van 2003 tot 2006 leiding aan de Asar-partij. Bij de verkiezingen in 2004 behaalde de partij 11.4 procent van de stemmen en daarmee 4 van de 77 zetels in het Kazachse Lagerhuis. Haar vader zou zich zorgen hebben gemaakt om de onafhankelijke koers van de partij. In 2006 ging de Asar-partij samen met de partij van Noersultan Nazarbajev, Otan genaamd.
Nazarbajeva werd in april 2014 gekozen tot vicevoorzitter van het Lagerhuis. In september 2015 werd ze aangewezen als vicepremier. Weer een jaar later maakte zij de overstap naar de Senaat. Na het aftreden van haar vader als president in maart 2019 werd zij voorzitter van de Senaat. Daarmee was zij automatisch vicepresident. Op het moment dat haar vaders opvolger als president, de trouwe bondgenoot Kassym-Jomart Tokajev, weg zou vallen was Nazarbajeva automatisch de nieuwe president. Op 2 mei 2020 maakte het bureau van president Tokajev echter bekend dat Nazarbajeva opstapte als parlementsvoorzitter. Wat daar de reden voor was is niet duidelijk. In januari 2021 nam zij wederom plaats in het Kazachse Lagerhuis.

## Persoonlijk
Nazarbajeva was getrouwd met de Kazachse zakenman en diplomaat Rakhat Alijev, met wie zij drie kinderen kreeg. Hij vervulde een hoge positie bij het ministerie van Buitenlandse Zaken en de Kazachse inlichtingendienst, voordat hij ambassadeur in Oostenrijk werd. In 2004 werd in de Libanese hoofdstad Beiroet een vrouw over wie beweerd werd dat zij Alijevs minares was dood gevonden na een val van een flatgebouw. Aliyev bekritiseerde in 2007 zijn schoonvader omdat hij de Kazachse grondwet zo probeerde aan te passen zodat hij president voor het leven zou zijn. In juni 2007 scheidde Nazarbajeva van hem. In eigen land werd Alijev veroordeeld voor verschillende misdrijven. Oostenrijk weigerde hem uit te leveren, maar wilde hem zelf berechten vanwege een poging tot ontvoering van twee Kazachse bankmedewerkers. Hij overleed in februari 2015 in zijn cel door zelfdoding.
Het blad Forbes schatte Nazarbajeva's vermogen in 2013 op bijna zeshonderd miljoen Amerikaanse dollars. Haar naam kwam voor in de Panama Papers, onder andere als eigenaar van een suikerproductiebedrijf met een waarde van 183 miljoen dollar.
Nazarbajeva is een verdienstelijk amateur-operazangeres. Zij treedt regelmatig op.